# Autour d'Amérique
Astur atricapillus
Espèce
Statut de conservation UICN

 LC  : Préoccupation mineure
Statut CITES
L’Autour d'Amérique (Astur atricapillus) est une espèce d'oiseaux de la famille des Accipitridae.

## Morphologie
L'Autour d'Amérique est un rapace des forêts qui possède de longues ailes larges ainsi qu'une longue queue arrondie. Les adultes ont le dessus de gris-brun à gris ardoise. La calotte noire est soulignée par un sourcil blanc. Le dessous est gris clair finement vermiculé à l'horizontal avec de fines barres verticales noires. La queue est gris foncé dessus avec de trois à cinq larges barres sombres mal définies. Le bout arrondi de la queue peut présenter une fine barre terminale blanche mais elle peut s'estomper jusqu'à devenir presque invisible avec l'usure. Les couvertures sous-caudales sont blanches. Les pattes sont entièrement jaunes. Les yeux sont rouges. Le bec est noir avec une cire jaune. Les deux sexes sont similaires mais la femelle, plus massive, est plus brune dessus et avec un vermiculage plus grossier qui peut la faire apparaître barrée dessous.
Mensurations :
| Sexe    | Longueur totale (en cm) | Envergure (en cm) | Poids (en g) |
| Mâle    | 55                      | 98 à 104          | 631 à 1099   |
| Femelle | 61                      | 105 à 115         | 860 à 1364   |

L'Autour d'Amérique est la plus grande espèce d'Accipiter en Amérique du Nord ce qui peut permettre de l'identifier mais elle peut être confondue avec l'Épervier brun ou l'Épervier de Cooper (surtout les juvéniles, plus bruns que les adultes).

## Comportement

### Locomotion
L'Autour d'Amérique a un vol typique d'Accipitridae : quelques battements d'ailes rapides avant un plané et il peut se retrouver haut dans le ciel à planer lors des parades nuptiales ou pour la migration. Son vol est plus direct et ses battements d'ailes plus lents et profonds que ceux des autres Accipitridae d'Amérique du Nord. Encore plus forestier que l'Autour des palombes, il est particulièrement agile et rapide pour chasser ses proies à travers les arbres. Il est capable de marcher au sol pour pourchasser des poules dans un bâtiment ou des canetons dans de l'eau peu profonde.

### Alimentation
Comme tous les rapaces, l'Autour d'Amérique est un oiseau de proie opportuniste. Il cible à parts égales les mammifères et les oiseaux. Ses proies principales sont les écureuils, les lapins et les lièvres pour les mammifères. Les Picidae, les Galliformes, les Turdidae et les Columbidae sont les oiseaux principalement visés.

### Comportement sociale
Les couples semblent pérennes mais l'Autour d'Amérique hiverne seul. Les interactions sociales avec les autres espèces sont rares.

### Reproduction
Les couples retournent sur leur lieux de nidification en mars ou début avril. En période de reproduction, les couples effectue des parades aériennes souvent réalisée au dessus de la canopée. Le nid est principalement construit par la femelle qui peut réutiliser un nid déjà utilisé les années précédentes. La ponte a lieu de fin avril à mai. Elle comporte de 2 à 4 œufs (rarement 1 ou 5) pondus avec 2 à 3 jours d'intervalle. En temps normal il n'y a qu'une seule ponte par an mais l'Autour d'Amérique est capable de faire une ponte de remplacement en cas de perte de la première nichée suffisamment tôt dans le cycle de reproduction.
Les œufs sont principalement couvés par la femelle pendant une trentaine de jours. L'éclosion a lieu en décalé mais avec moins d'écart que lors de la ponte. Les petits naissent blancs avant de devenir plus gris au bout d'une quinzaine de jours puis d'acquérir leurs plumes. Les juvéniles quittent le nid après 35 à 45 jours mais sont encore nourris et aidés pendant 10 à 15 jours hors du nid, principalement par la femelle. Les juvéniles prennent réellement leur indépendance autour de 90 jours de vie.
Les juvéniles acquièrent progressivement leur plumage adulte en 2 à 3 ans. Certains individus nichent alors qu'ils sont encore en plumage juvénile mais cela reste rare.
L'espérance de vie est mal connue et les études portent sur l'Autour des palombes dont l'espérance de vie pourrait dépasser 11 ans.

## Répartition et habitat

### Habitat
L'Autour d'Amérique recherche des forêts matures avec une canopée développée et un sous-bois peu dense pour permettre un meilleur accès aux proies. L'espèce a tendance a vivre de plus en plus en altitude pour trouver des forêts qui lui conviennent.

### Répartition

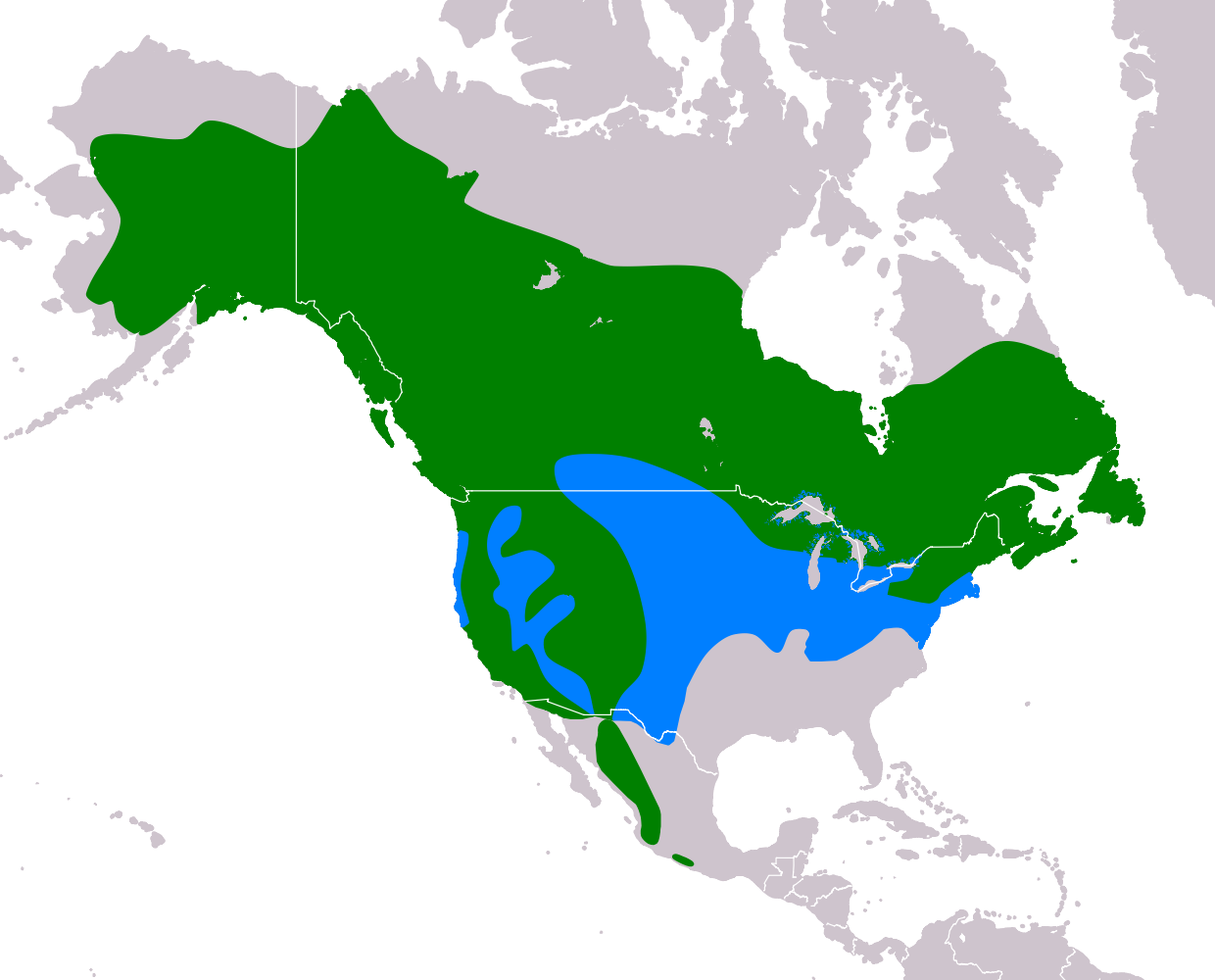
Zone d'habitat permanent
Zone d'hivernage

L'Autour d'Amérique est présent sur une grande partie de l'Amérique du Nord. Son aire de répartition s'étend de l'Alaska au centre du Mexique sur la façade ouest ainsi que sur les deux tiers sud du Canada, mais l'espèce n'est nicheuse au centre et à l'est des États-Unis qu'uniquement entre les Grands Lacs et la Nouvelle-Angleterre. Il est présent en hivernage au centre des États-Unis et rare au sud-est.

### Migration
Les populations nordiques et celles vivant en altitude migrent vers les forêts moins froide pour l'hiver. La majeure partie des individus ne migre pas. Les routes de migration son mal connues. La phénologie de la migration pré-nuptiale est mal connue. La migration post-nuptiale s'effectue de fin août à novembre. Les juvéniles semblent partir légèrement plus tôt que les adultes.

## Systématique

### Protonyme
L'espèce a été décrite la première fois par Alexander Wilson en 1812 sous le protonyme Falco atricapillus.

### Espèce-sœur
Le 15 avril 2023, l'Union internationale des ornithologues a décidé de séparer l'Autour des palombes en deux espèces distinctes. Accipiter gentilis pour les populations d'Eurasie (sept sous-espèces) et l'Autour d'Amérique (Accipiter atricapillus) pour les populations d'Amérique du Nord. Ces deux espèces étant très proches, ce sont des espèces-sœurs.

### Sous-espèces
D'après la classification de référence (version 14.1, 2024) de l'Union internationale des ornithologues, l'Autour d'Amérique possède 3 sous-espèces (ordre philogénique) :
- Accipiter gentilis atricapillus (Wilson, 1812) : Amérique du Nord sauf le sud-ouest du Canada, le sud-ouest des États-Unis et le nord-ouest du Mexique
- Accipiter gentilis laingi (Taverner, 1940) : îles de la Colombie-Britannique
- Accipiter gentilis apache Van Rossem, 1938 : sud-ouest des États-Unis et nord-ouest du Mexique